# NGC 860
NGC 860 est une galaxie elliptique (ou lenticulaire ?) située dans la constellation du Triangle. NGC 860 a été découverte par l'astronome français Édouard Stephan en 1871.

## Caractéristiques
Sa vitesse par rapport au fond diffus cosmologique est de 8 595 ± 38 km/s, ce qui correspond à une distance de Hubble de 126,8 ± 8,9 Mpc (∼414 millions d'al).